# Veronica elliptica
Veronica elliptica är en grobladsväxtart som beskrevs av G. Forster. Veronica elliptica ingår i släktet veronikor, och familjen grobladsväxter. Utöver nominatformen finns också underarten V. e. crassifolia.

## Bildgalleri

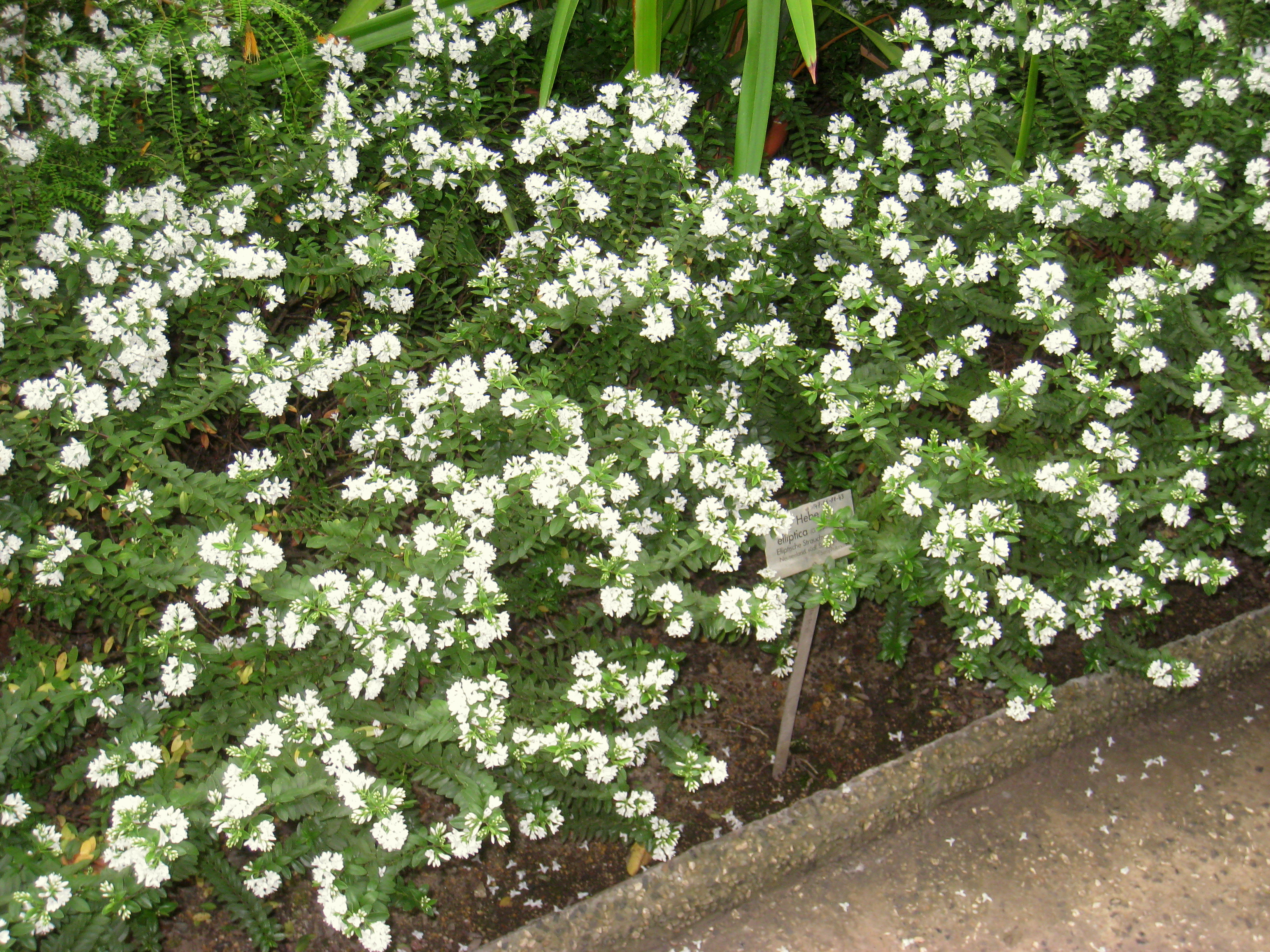
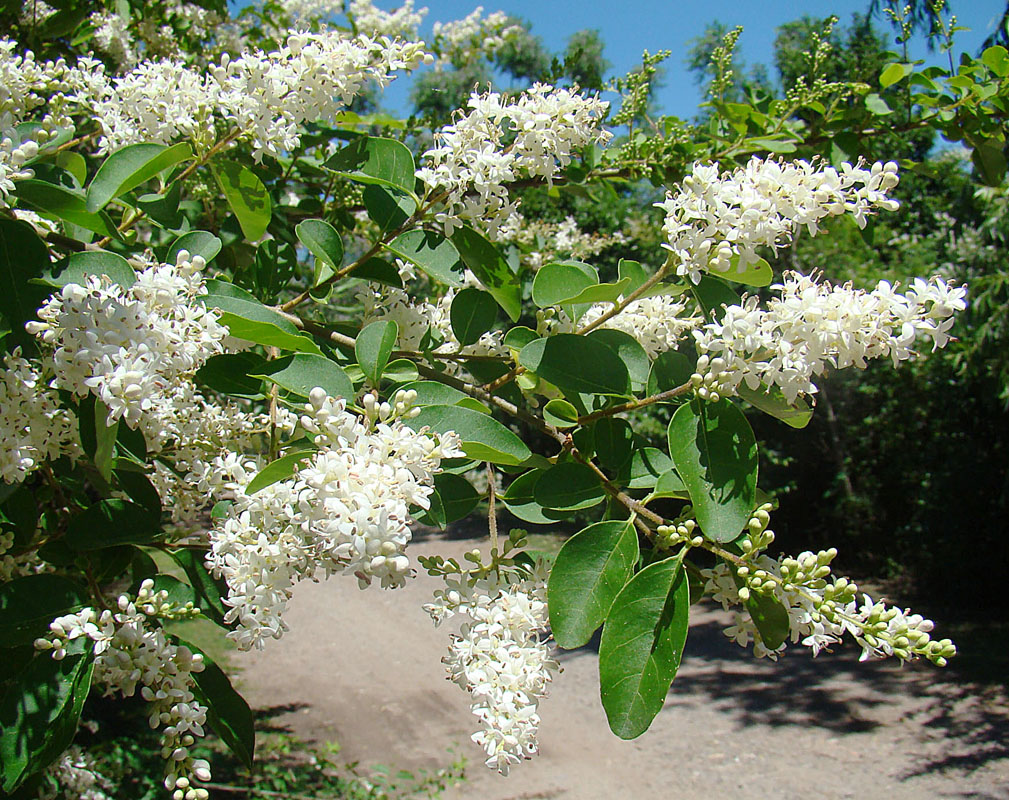
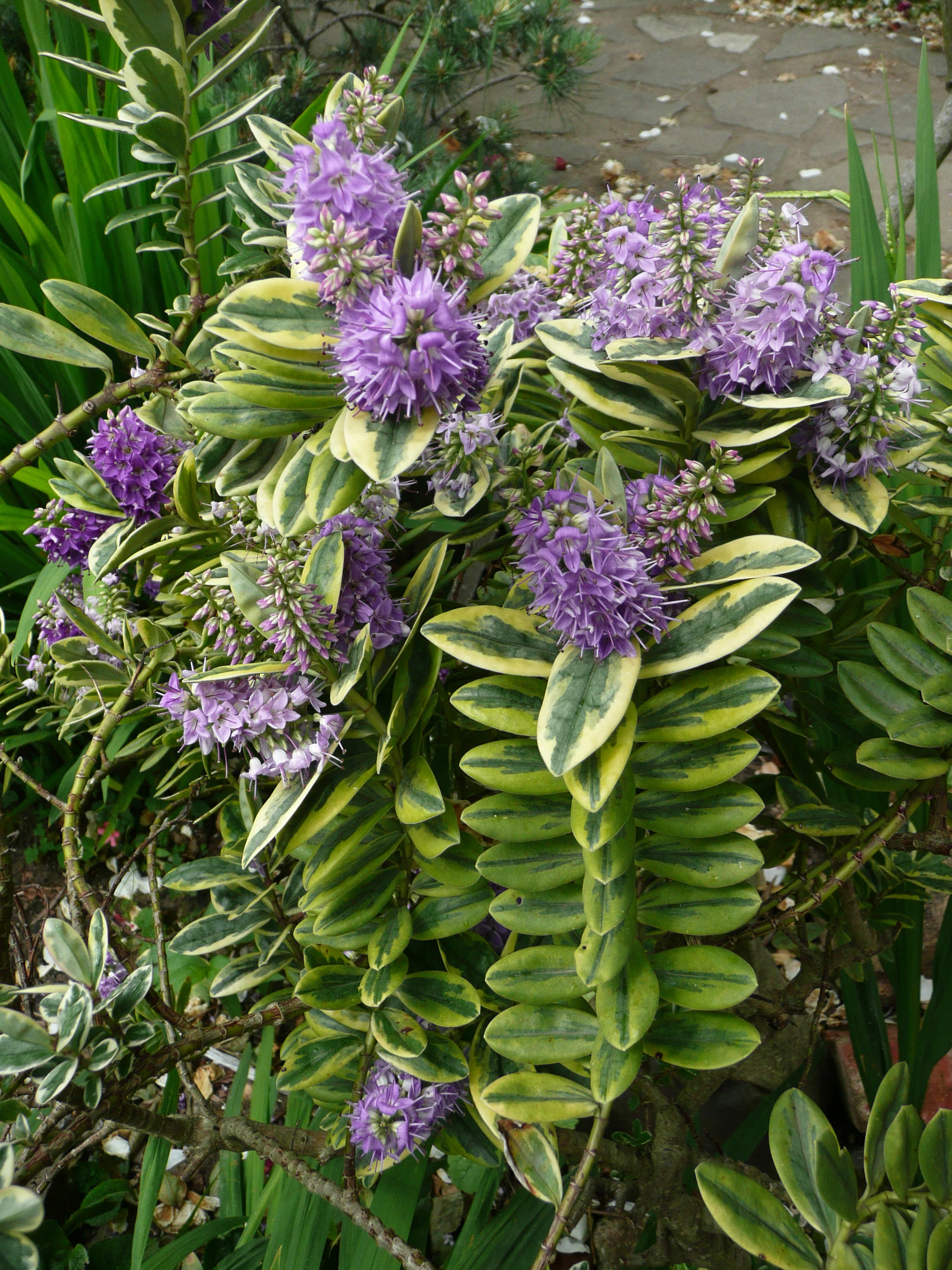
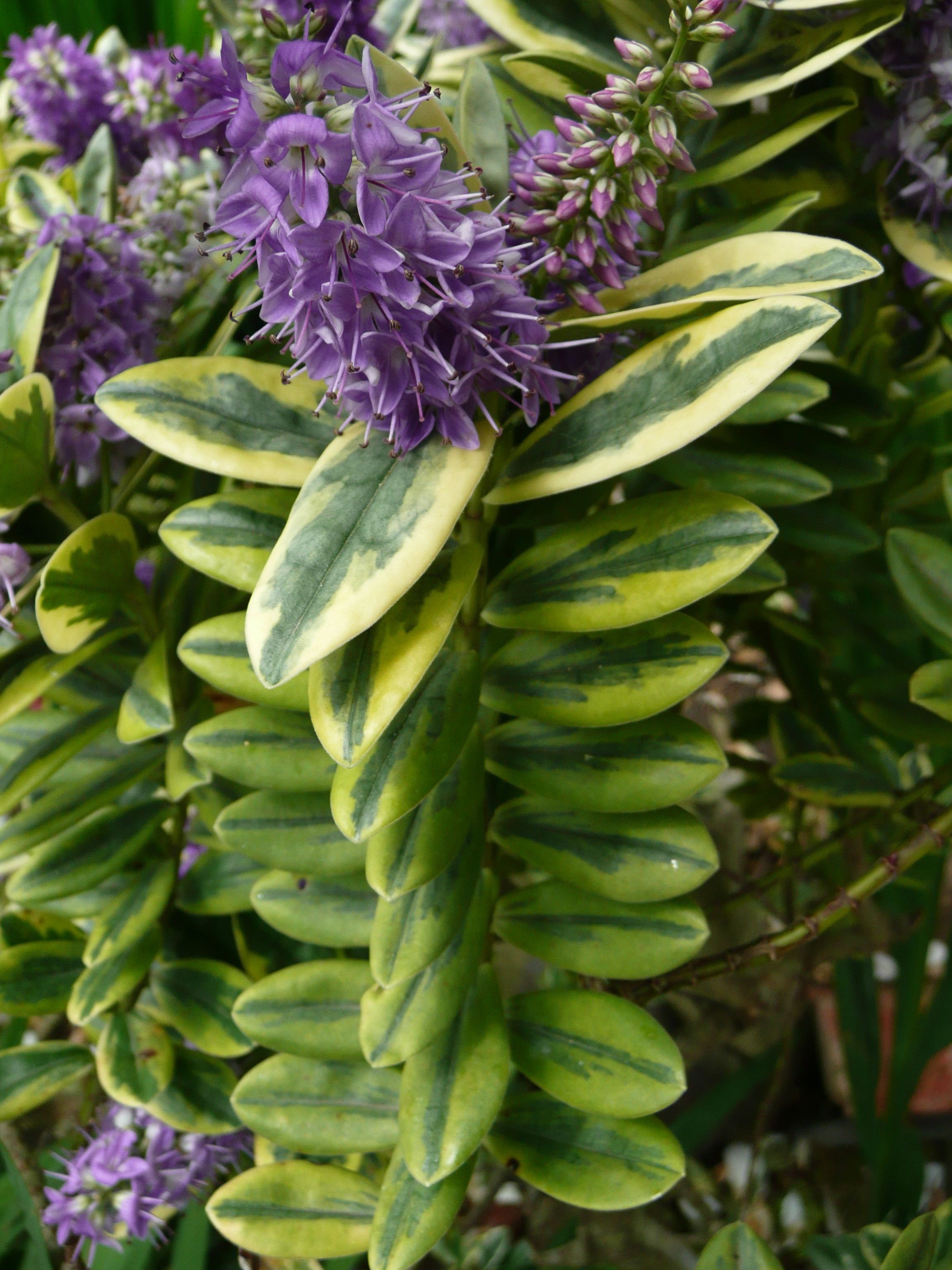
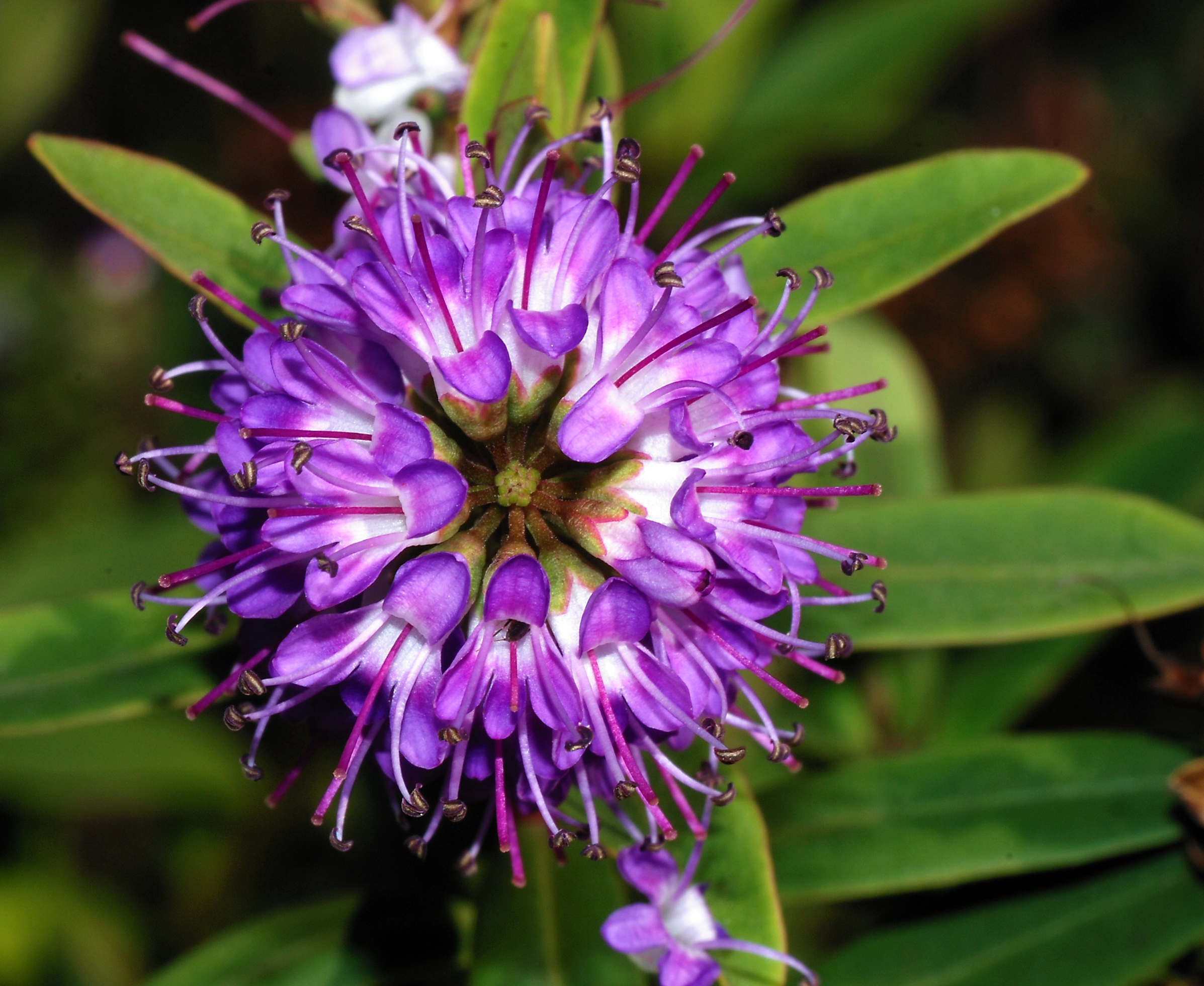
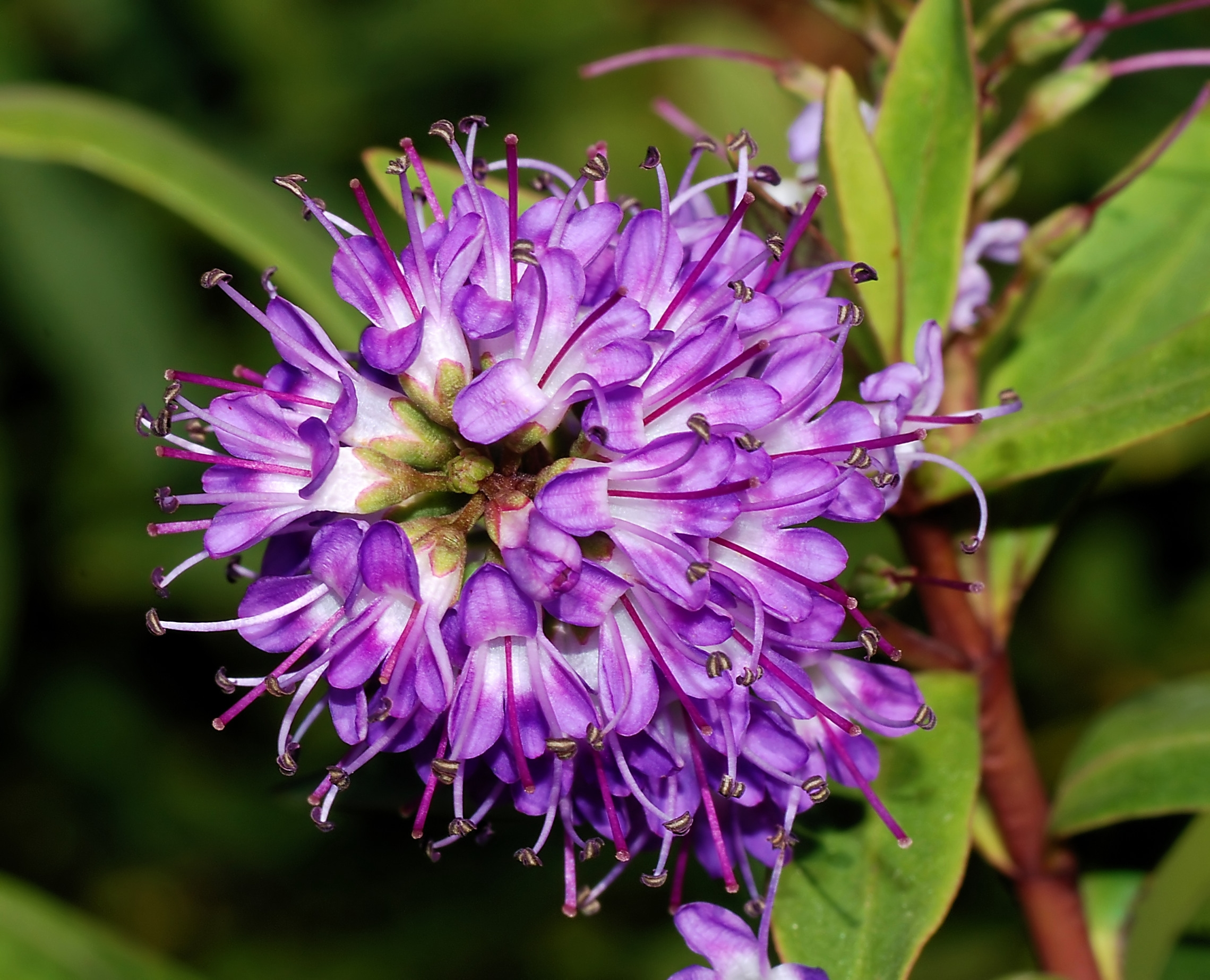